# 姆波洛科索縣

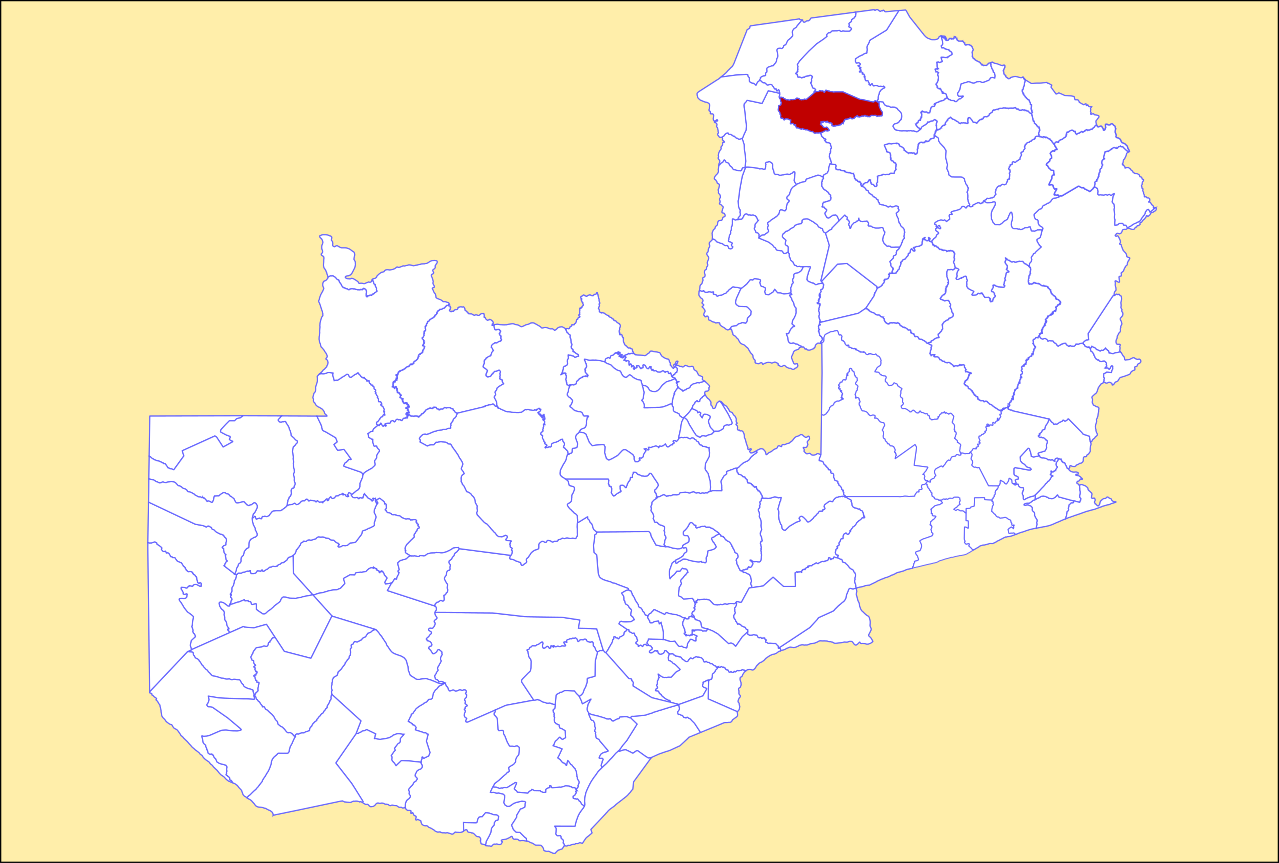

9°40′S 30°10′E / 9.667°S 30.167°E
姆波洛科索縣（英語：Mporokoso District），是贊比亞的縣份，位於該國北部，由北方省負責管轄，首府設於姆波洛科索，面積12,043平方公里，2010年人口98,842，人口密度每平方公里8.2人。